# Таксиархис (Гребен)
Таксиархис (грч. Ταξιάρχης) је насељено место у општини Гребен у периферији Западна Македонија, Грчка. Према попису из 2021. године било је 200 становника.
Према бугарском географу и историчару, Василу Канчову, у Таксиархису је 1900. године живело 191 Грк. Село се раније звало Косконди.